# Zemský okres Odra-Spréva
Zemský okres Odra-Spréva (německy Landkreis Oder-Spree) je zemský okres v německé spolkové zemi Braniborsko. Sídlem správy zemského okresu je město Beeskow. Má přibližně 179 tisíc obyvatel. 

## Města a obce
| Města: 1. Beeskow 2. Eisenhüttenstadt 3. Erkner 4. Friedland 5. Fürstenwalde/Spree 6. Müllrose 7. Storkow (Mark) | Obce: 1. Bad Saarow 2. Berkenbrück 3. Briesen (Mark) 4. Brieskow-Finkenheerd 5. Diensdorf-Radlow 6. Gosen-Neu Zittau 7. Groß Lindow 8. Grünheide (Mark) 9. Grunow-Dammendorf 10. Jacobsdorf 11. Langewahl 12. Lawitz 13. Mixdorf 14. Neißemünde 15. Neuzelle 16. Ragow-Merz 17. Rauen 18. Reichenwalde 19. Rietz-Neuendorf 20. Schlaubetal 21. Schöneiche bei Berlin 22. Siehdichum 23. Spreenhagen 24. Steinhöfel 25. Tauche 26. Vogelsang 27. Wendisch Rietz 28. Wiesenau 29. Woltersdorf 30. Ziltendorf |